# Anoplodactylus petiolatus
Anoplodactylus petiolatus är en havsspindelart som först beskrevs av Krøyer, H. 1844. Enligt Catalogue of Life ingår Anoplodactylus petiolatus i släktet Anoplodactylus och familjen Phoxichilidiidae, men enligt Dyntaxa är tillhörigheten istället släktet Anoplodactylus och familjen Anoplodactylidae. Arten är reproducerande i Sverige. Inga underarter finns listade i Catalogue of Life.